# Liste der brasilianischen Botschafter in Somalia
Der brasilianische Botschafter nächst der Regierung in Mogadischu residiert an der Corniche el Nil 1125 in Kairo.

## Geschichte
Die Botschaft in Mogadischu wurde im Mai 1987 eröffnet.
| Ernannt       | Name                        | Bemerkungen | Mensagem Senado Federal | im Senat des Nationalkongresses vorgestellt am | ernannt von               | akkreditiert bei     | Posten verlassen |
| ------------- | --------------------------- | ----------- | ----------------------- | ---------------------------------------------- | ------------------------- | -------------------- | ---------------- |
| 28. Apr. 2008 | Cesário Melantonio Neto     | [ 1 ]       | MSF 48 de 2008          | 16. Apr. 2008                                  | Luiz Inácio Lula da Silva | Nur Hassan Hussein   |                  |
| 18. Okt. 2011 | Marco Antônio Diniz Brandão | [ 2 ]       | MSF 84 de 2011          | 24. Aug. 2011                                  | Dilma Rousseff            | Abdiweli Mohamed Ali |                  |